# Jacques Vernier (pilote)
Pour les articles homonymes, voir Jacques Vernier (homonymie).
Pas d'image ? Cliquez ici
Jacques Vernier, dit Jacky, né le 22 novembre 1946 à Bayonne et mort le 3 mars 2018 à Quetigny, est un pilote de moto-cross français.

## Biographie

### Enfance et formation
Jacques Vernier est né le 22 novembre 1946 à Bayonne dans le département des Pyrénées-Atlantiques. 
Il a un CAP de tourneur.  
Sa première moto, offerte par son père, est une moto de route, une Jawa twin 350 cm3 mais l'envie de faire du moto-cross l'emporte, et il a pour deuxième moto, une vieille Ariel 500 cm3 de cross.

### Vie familiale
Jacques Vernier épouse Lysiane Seurat, la fille de Marcel Seurat.

### Parcours professionnel
Ensuite, en 1971, Jacques Vernier s'associe avec Marcel Seurat, au sein de la SMVS (Société de mécanique Vernier-Seurat) qui est chargée de l'importation des motos Ossa.

#### Carrière de pilote de moto-cross
Jacques Vernier fait sa première course en 1966 et sa première victoire est lors d'un gymkhana paroissial.
En 1967, il finit 2e du championnat de France Police-Armée de cross et vainqueur du trophée des espoirs de moto-cross. 
Il devient champion de France Inter de motocross 500 cm3 en 1969.

#### Carrière de pilote d'enduro
Jacques Vernier se met à l'enduro et gagne la première édition de l'enduro du Touquet-Paris-Plage en 1975, sur 286 inscrits, sur une Ossa désert 250 cm3 du team Marcel Seurat juste devant Joël Queyrel, il y participe, comme compétiteur, à huit reprises de 1975 à 1982. Il y prend de nouveau le départ, comme amateur, en 2009, à l'âge de 62 ans mais, épuisé et tétanisé, il arrête au bout de deux heures de course.  
Toujours en 1975, il finit à la deuxième place du championnat de France inter d'enduro. En 1976, il est champion de France inter d'enduro.

### Reconversion professionnelle
Jacques Vernier fonde le magasin « Brigitte Moto » au 108 avenue Roland Carraz à Chenôve.

### Mort
Jacques Vernier meurt le 3 mars 2018 à Quetigny. La cérémonie a lieu le 8 mars à Dijon et l'inhumation a lieu au cimetière de Saint-Claude de Besançon.